# Aleksandra Ekster
Aleksandra Aleksàndrovna Ekster (en rus: Александра Александровна Экстер, ucraïnès, Олександра Олександрівна Екстер) (18 de gener de 1882 – 17 de març de 1949), també coneguda com a Alexandra Exter, va ser una artista ucraïnesa, pintora (cubofuturista, suprematista, constructivista i dissenyadora d'alçada internacional que va dividir la seua vida entre Kíev, Sant Petersburg, Moscou, Viena i París.

## Biografia

### Infància
Va néixer com Aleksandra Aleksandrovna Grigorovich en Białystok, en el governorat de Grodno de l'Imperi rus (avui a Polònia) en el si d'una rica família belarussa. El seu pare, Aleksandr Grigorovich, va ser un ric home de negocis belarús. La seua mare era grega. La jove Aleksandra va rebre una excel·lent educació privada, estudiant idiomes, música, art, i classes privades de dibuix. Aviat els seus pares es van traslladar a Kíev i Asya, com l'anomenaven els seus amics, va acudir al "gimnàs" Santa Olga de Kíev i l'escola d'art de Kíev, on va estudiar amb Alexander Bogomazov i Alexander Archipenko. Entre els seus professors va estar Mykola Pymonenko. Aleksandra es va graduar a l'escola d'art de Kíev, en pintura, l'any 1906.

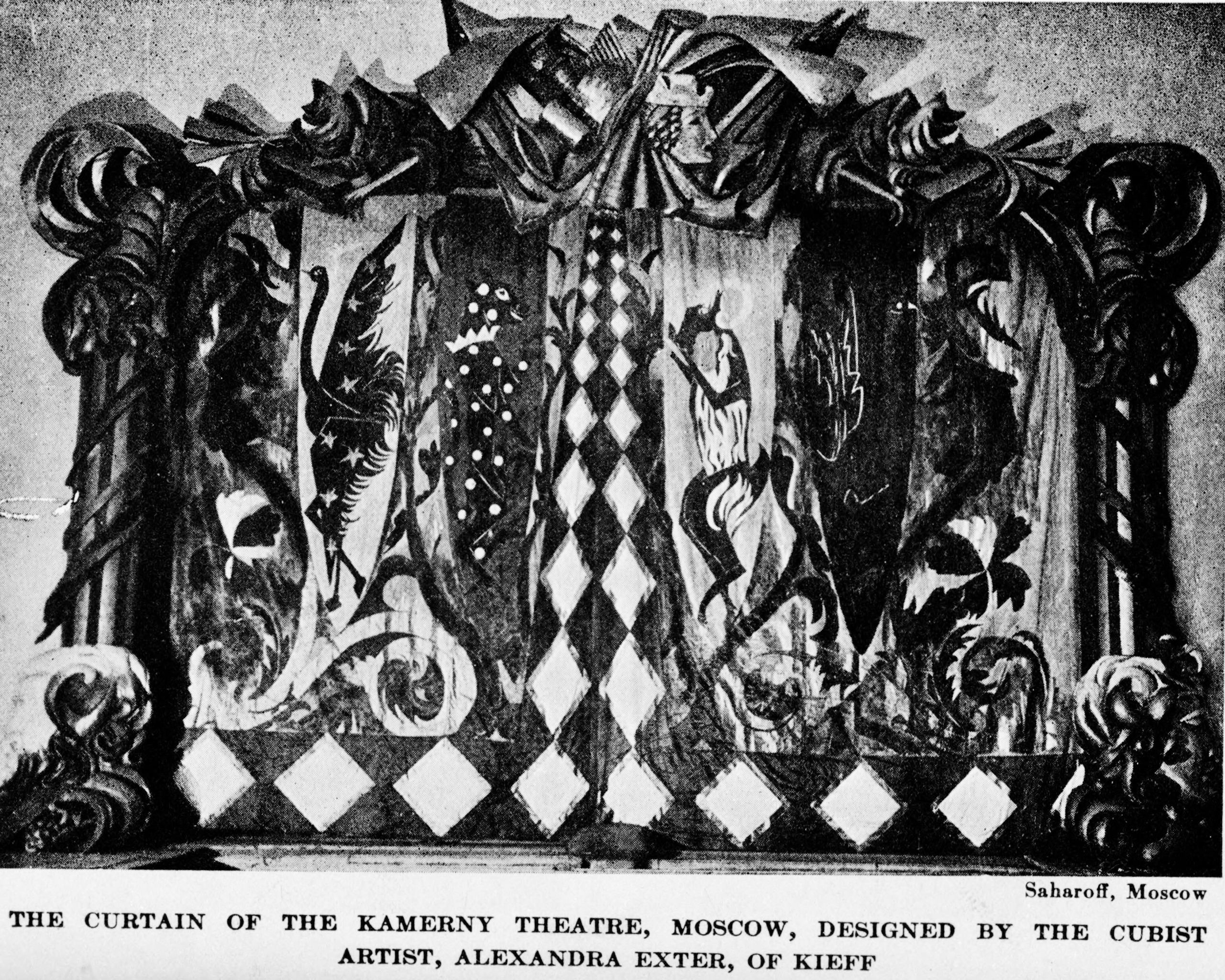
Teló teatral dissenyat per Ekster.

### Matrimoni
El 1908, Aleksandra Grigorovich es va casar amb un reeixit advocat de Kíev, Nikolai Evgenyevich Ekster. Els Ekster pertanyien a l'elit cultura i intel·lectual de Kíev. Ella va passar diversos mesos amb el seu espòs a París, i allí va acudir a l'Académie de la Gran Chaumière en Montparnasse. Des de 1908 fins a 1924 va viure intermitentment a Kíev, Sant Petersburg, Odessa, París, Roma i Moscou.

### Kíev
El seu estudi de pintura en l'àtic del carrer Funduklievskaya número 27, hui el carrer Jmelnitski, era punt de reunió de l'elit intel·lectual de Kíev. Allí van treballar futurs artistes decoratius com Vadim Meller, Anatole Petritski i P. Tchelitchev. Poetes i escriptors la visitaven, entre ells Anna Ajmátova, Ilia Ehrenburg, i Osip Mandelstam, ballarins com Bronislava Nijinska i Elsa Kruger, artistes com Alexander Bogomazov, Vladímir Baranoff-Rossine, i estudiants, com Grigori Kozintsev, Serguei Iutkevitx, i Aleksei Kapler entre molts altres. El 1908 va participar en una exposició juntament amb membres del grup Zveno (Connexió) organitzat per David Burliuk, Vladímir Burliuk i uns altres a Kíev.

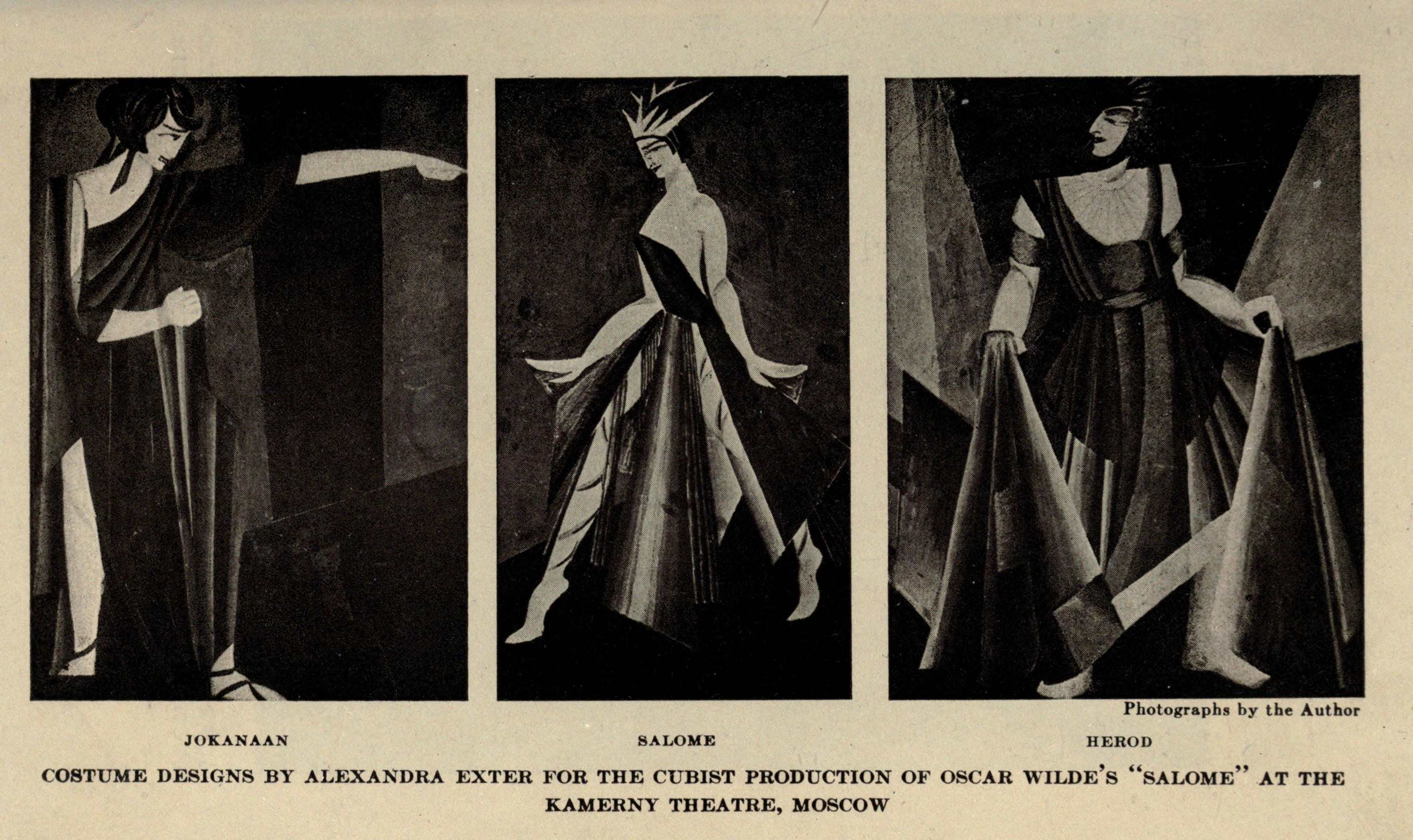
Vestuari dissenyat per Ekster.

### París
A París, Ekster va ser amiga personal de Pablo Picasso i Georges Braque, els qui li van presentar a Gertrude Stein.
Va exposar sis obres en el Saló de la Section d'Or, Galerie La Boétie, París, a l'octubre de 1912, amb Jean Metzinger, Albert Gleizes, Marcel Duchamp i altres.
El 1914, Ekster va participar en les exposicions de la Société des artistes indépendants a París, juntament amb Kazimir Malevich, Alexander Archipenko, Vadym Meller, Sonia Delaunay-Terk i altres artistes, russos i francesos. En aquest mateix any va participar amb els "russos" Artxipenko, Koulbin i Rózanova en l'Exposició Futurista Internacional a Roma. El 1915 es va unir al grup d'artistes d'avantguarda Supremus. El seu amic la va presentar al poeta Apollinaire, qui la va portar al taller de Picasso. Segons l'actriu del Teatre de càmera de Moscou Alice Coonen, "En la llar parisenca [d'Ekster] hi havia una conspícua i peculiar combinació de cultura europea amb vida ucraïnesa. En les parets entre pintures de Picasso i Braque hi havia brodats ucraïnesos; sobre el sòl, una estora ucraïnesa, en la taula servien amb olles de fang, colorits plats de majòlica de congrets farcits".

### Avantguarda russa
Sota el paraigua de l'avantguarda, Ekster destaca com a pintora suprematista i constructivista així com una enorme influència en el moviment Art Déco.

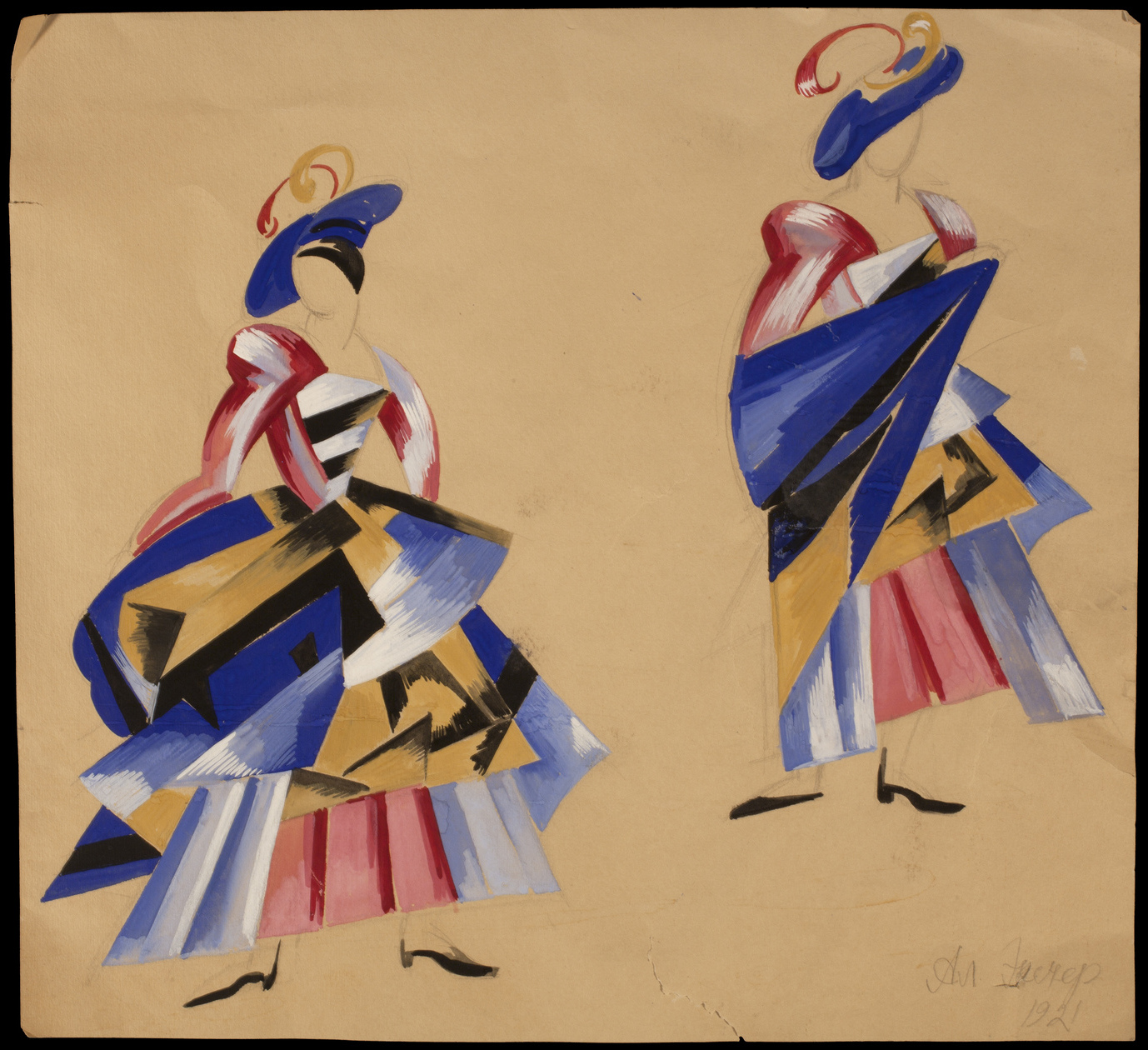
Disseny de vestuari per a Romeo i Julieta. 1921. Centre M. T. Abraham d'Arts Visuals.

Encara que no estava limitada a un sol moviment artístic en particular, Ekster va ser una de les dones d'avantguarda que més va experimentar. Ekster va beure de moltes fonts per desenvolupar el seu estil original. El 1915–1916 va treballar en les cooperatives artesanes camperoles als pobles de Skoptsi i Verbovka juntament amb Kazimir Malèvitx, Ievguénia Pribilskaya, Natàlia Davídova, Nina Genke, Liubov Popova, Ivan Puni, Olga Rózanova, Nadejda Udaltsova i uns altres. Més tard, Ekster va fundar un taller d'ensenyament i producció (MDI) a Kíev (1918–1920). Allí van treballar Vadim Mel·ler, Anatol Petrotski, Kliment Xarxa'ko, Chelishchev, Shifrin, i Nikritin. També durant aquest període va ser una de les principals dissenyadors escèniques del Teatre de càmera d'Alexander Tairov.
El 1919 juntament amb els altres artistes d'avantguarda Kliment Red'ko i Nina Genke-Meller, va decorar els carrers i les places de Kíev i Odesa en estil abstracte per a les Festivitats de la Revolució. Va treballar amb Vadym Meller com a dissenyadora de vestuari en un estudi de ballet per al ballarí Bronislava Nijinska.
El 1921 es va convertir en directora del curs elemental Color de l'Alt Taller Tècnic-artístic (VKhUTEMAS) a Moscou, un càrrec que va mantenir fins a 1924. La seua obra es va exposar juntament amb la d'altres artistes constructivistes en l'exposició 5x5=25 celebrada a Moscou el 1921.
En línia amb el seu eclèctic estil de vida d'avantguarda, les primeres pintures d'Ekster van influir poderosament en el seu disseny de vestuari així com en les seues il·lustracions de llibres, sobre les quals es parla poc. Totes les obres d'Ekster, sense importar el mitjà, s'adhereixen al seu distintiu estil. Les seues obres són vibrants, juganeres, dramàtiques i teatrals en la seua composició, tema i color. Ekster constantment va romandre fidel a la seua estètica compositiva en tots els mitjans. Més encara, cada mitjà només subratllava i influïa la seua obra en els altres mitjans.

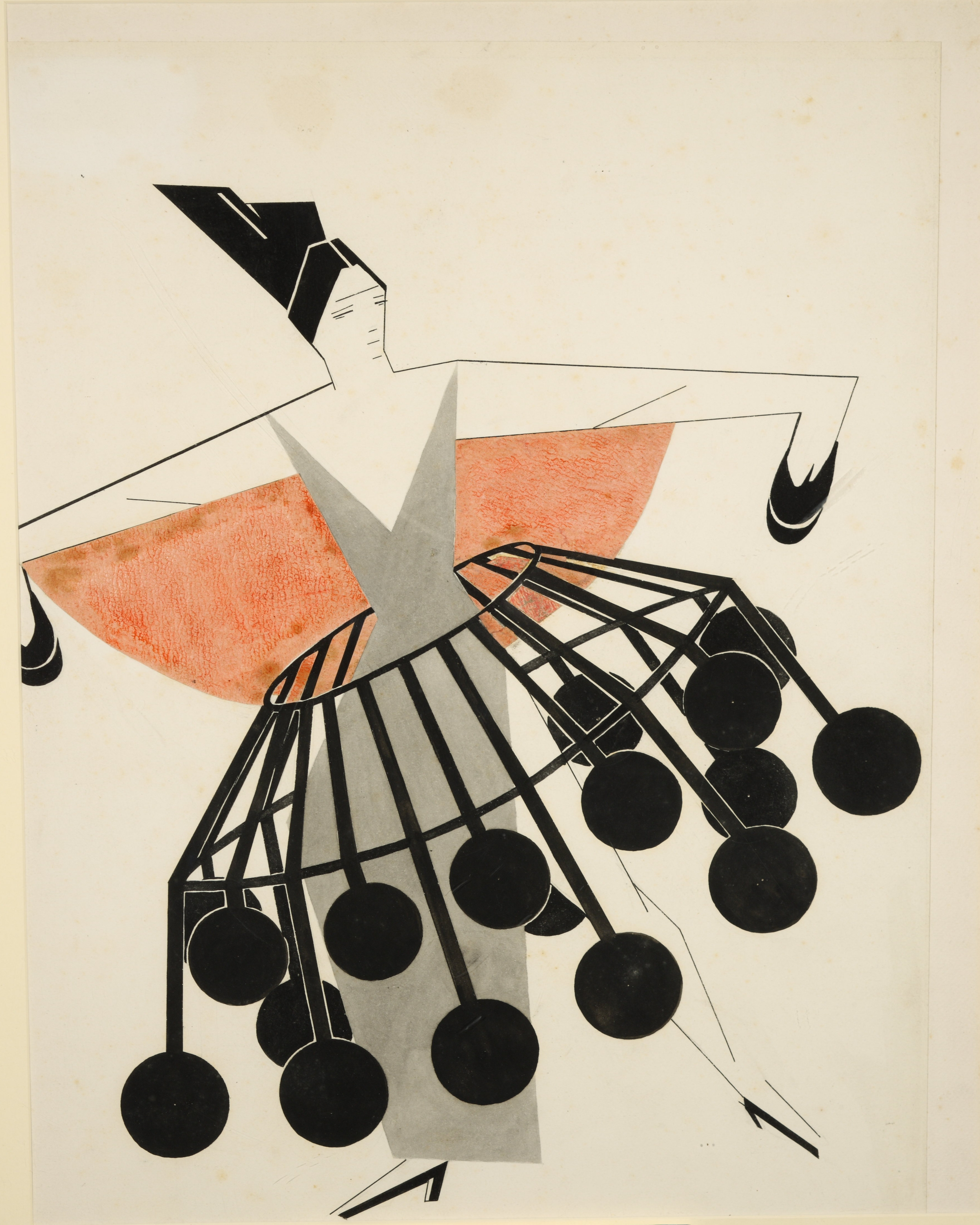
Esbós de Aleksandra Ekster, col·lecció Lobanov-Rostovsky.

Amb la seua assimilació de molts gèneres diferents les seues idees, essencialment futuristes i cubistes, anava sempre en tàndem amb la seua atenció al color i el ritme. Ekster usa molts elements de composicions geomètriques, que reforcen les intencions principals de dinamisme, contrastos vibrants i tocs de pinzell lliures. Ekster va ampliar les intencions dinàmiques del seu treball per tots els mitjans. Les obres escèniques d'Ekster com les escultures, el disseny de vestuari i de decorats, així com decoracions per als festivals revolucionaris, reflecteixen fortament la seua obra amb elements geomètrics i intencions vibrants. A través del seu vestuari va experimentar amb la transparència, el moviment i el vibrant dels teixits. El moviment de les seues pinzellades és paral·lel al dels moviments de les teles en els seus dissenys de vestuari. Els escenaris teatrals d'Ekster van usar dimensions policromes i va experimentar amb estructures espacials. Va continuar amb aquestes tendències experimentals en els seus posteriors dissenys per a marionetes. Amb la seua experimentació en diferents mitjans, Ekster va començar a assumir el concepte del seu disseny de vestuari i integrar-la en la vida quotidiana. El 1921 va començar l'obra d'Ekster en disseny de moda. A través de la seua producció massiva, va aconseguir dissenys posables; la major part del seu disseny de moda era altament decorativa i innovadora, normalment fracassant sota la categoria d'alta costura.
El 1923, va continuar la seua obra en molts mitjans a més de col·laboració amb Vera Mújina i Boris Gladkov a Moscou sobre la decoració dels pavellons de l'Exposició de Totes les Rússies.

### Emigració
El 1924 Aleksandra Ekster i el seu espòs van emigrar a França i es van assentar a París, on ella inicialment es va convertir en professora en la Academie Moderne. Des de 1926 fins a 1930 Ekster va ser professora en la Académie d'Art Contemporain de Fernand Léger. El 1933 va començar a crear manuscrits il·luminats originals i bells (guaix sobre paper), potser les obres més importants de l'última fase de la seua vida. El manuscrit "Callimaque" (h. 1939, el text era una traducció francesa d'un himne del poeta hel·lenístic Calímac) és àmpliament considerada la seua obra mestra. El 1936 va participar en l'exposició Cubisme i Art abstracte a Nova York i va tenir exposició individual a Praga i a París. Va ser il·lustradora de llibres per a l'editorial Flammarion a París des de 1936 fins a la seua mort en el suburbi parisenc de Fontenay-aux-Roses. Durant les últimes dècades la seua reputació es va incrementar marcadament, com els preus de les seues obres. En conseqüència, han aparegut diverses falsificacions al mercat, en anys recents.